# COVAX
COVAX ist die Abkürzung für COVID-19 Vaccines Global Access, eine Initiative, die einen weltweit gleichmäßigen und gerechten Zugang zu COVID-19-Impfstoffen gewährleisten wollte. Sie ist eine von drei Säulen des Access to COVID-19 Tools (ACT) Accelerator zur Beschleunigung des „Zugangs zu COVID-19-Instrumenten“, die im April 2020 von der Weltgesundheitsorganisation (WHO), der Europäischen Kommission und Frankreich als Reaktion auf die COVID-19-Pandemie gegründet wurde.

## Zielsetzung
Die WHO hat in Zusammenarbeit mit der Global Alliance for Vaccines and Immunization (GAVI, „Globale Allianz für Impfstoffe und Immunisierung“) und der Coalition for Epidemic Preparedness Innovations (CEPI, „Koalition für Innovationen in der Epidemievorbeugung“) auch COVAX implementiert, um die globale Impfstoffentwicklung zu koordinieren. Im Juli 2020 gab die WHO bekannt, dass 165 Länder, die bis zu 60 % der Weltbevölkerung repräsentieren, dem COVAX-Plan der WHO für eine faire und gerechte Verteilung eines eventuell zugelassenen Impfstoffs zugestimmt haben, um sicherzustellen, dass jedes teilnehmende Land einen garantierten Anteil an Dosen erhält, um die am stärksten gefährdeten 20 % seiner Bevölkerung bis Ende 2021 impfen zu können.
Gemeinsam sollen bis Ende 2021 zwei Milliarden Dosen Impfstoffe eingekauft und fair verteilt werden. Es geht darum, zum Beispiel auch Pfleger und Ärzte und Ärztinnen in Afrika bevorzugt zu versorgen und nicht nur die Bevölkerung in den wohlhabenden Industriestaaten. Unabhängig vom Einkommensniveau haben alle teilnehmenden Länder nach ihrer Entwicklung gleichen Zugang zu diesen Impfstoffen. Zielsetzung ist auch, dass die Pandemie weltweit bekämpft werden muss, denn Impfungen in den reicheren Industrienationen alleine würden eine erneute Ausbreitung, die aus den anderen Ländern wieder importiert würde, nicht verhindern.
Für Länder mit niedrigerem Bruttoinlandsprodukt, die sich diese Impfstoffe sonst nicht leisten könnten, sowie für eine Reihe von Ländern mit höherem Einkommen, die keine bilateralen Geschäfte mit Herstellern eingehen, ist COVAX der einzig gangbare Weg, mit dem ihre Bürger Zugang zu COVID-19-Impfstoffen erhalten können. Von Juli 2020 bis November stieg die Zahl der beteiligten Länder auf 184, von denen 92 Volkswirtschaften mit niedrigem und mittlerem Einkommen (Stand 12. November 2020) berechtigt sind, über Gavi COVAX Advance Market Commitment (AMC) Zugang zu COVID-19-Impfstoffen zu erhalten.

## Kritik
Der UN-Ausschuss für wirtschaftliche, soziale und kulturelle Rechte kritisiert, dass COVAX nicht in der Lage ist, das Problem der global unzureichenden Impfstoffproduktion zu lösen. Hierfür wäre technische Unterstützung und insbesondere auch Zugeständnisse im Bereich geisten Eigentums nötig.
Gemäß einer Untersuchung der Gesundheitsorganisation People’s Vaccine Alliance im August 2022, sind die niedrigen Impfquoten in ärmeren Ländern nicht auf „Impfgegner“ in der dortigen Bevölkerung zurückzuführen. Vielmehr waren es unzureichende Lieferungen der Industrienationen und unverlässliche Kühlketten, die zur globalen Notsituation beigetragen haben. Die Afrika-Koordinatorin der People’s Vaccine Alliance Maaza Seyoum bemängelt das System und spricht von Hinweis auf „systemischer Rassismus“ für die mangelhafte Reaktion der globalen Gemeinschaft auf die COVID-19-Pandemie in ärmeren Ländern.

## Sicherstellung der Impfstoffdosen
Am 18. Dezember 2020 teilte die WHO mit, dass weitere Vorbestellungen von 170 Millionen Dosen des Impfstoffes AZD1222 von AstraZeneca/Oxford getätigt wurden. Zusätzlich wurde im Memorandum bekannt, dass auch eine Vereinbarung mit Johnson & Johnson besteht, um 500 Millionen Dosen des Impfstoffes Ad26.COV2.S von Janssen Pharmaceutica sicherzustellen. COVAX traf eine Vereinbarung mit dem Serum Institute of India (SII) für weitere 200 Millionen Dosen mit der Option, die Bestellung auf weitere 700 Millionen Dosen des Impfstoffs AZD1222 (AstraZeneca/Oxford) oder des Impfstoffkandidaten NVX-CoV2373 von Novavax zu erweitern. Zusätzlich besteht eine Absichtserklärung mit Sanofi/GSK für weitere 200 Millionen Dosen des Sanofi-GSK COVID-19-Impfstoffs. Zusammen mit dem eigenen COVAX Portfolio von einer Milliarde von Impfstoffdosen plante die Organisation 2 Milliarden Dosen beginnend im 2021 für 190 Nationen und Territorien zur Verfügung zu stellen.
In den Medien wurde Ende Oktober bekannt, dass einige Vakzin-Hersteller mit dem faktische Veto-Recht, das ihnen die EU-Impfstoffverträge bei der Weitergabe von Impfstoffen in andere Länder zugestehen, die Spende von Impfstoffen an andere Länder verhinderten.

## Verteilung
Ende Februar 2021 erfolgten erste Lieferungen der COVAX-Impfstoffdosen. Die westafrikanischen Nationen Ghana und die Elfenbeinküste erhielten 600.000 beziehungsweise 500.000 Dosen AZD1222 (AstraZeneca/Oxford). Die Impfstoffe wurden vom Serum Institute of India hergestellt und von der UNICEF von Mumbai nach Westafrika geflogen. Erste Impfungen wurden am 1. März in Abidjan durchgeführt.
Am 5. März 2021 erhielt die Republik Moldau als erstes europäisches Land eine Lieferung von 14.400 Dosen AZD1222 (AstraZeneca/Oxford) vom COVAX-Kontingent. Das Land hat zuvor drei Impfstoffe zugelassen, Tozinameran (BioNTech/Pfizer), AZD1222 (AstraZeneca/Oxford) und auch den russischen COVID-19-Impfstoff Sputnik V. Moldau hatte Mühe, sich auf dem freien Markt Impfstoff zu beschaffen und sicherte sich weitere COVAX-Lieferungen von 1,7 Millionen Dosen.
Im April 2021 wurde bekannt, dass die globalen COVAX Lieferungen AZD1222 (AstraZeneca/Oxford) von 240 Millionen Dosen auf 145 Millionen reduziert werden. Als Gründe wurden die akute COVID-19-Pandemie in Indien und ein Exportstopp für kritische Rohmaterialien aus den USA angegeben. Bis Mitte Dezember 2021, verteilte COVAX knapp 610 Millionen Impfstoffdosen an 144 Länder und Territorien, einschließlich an Krisengebiete wie der Mittlere Osten und Südamerika.
Mitte 2022 nahm COVAX keine weiteren Impfstoffdosen mehr an. Denn die Angebote von Spendern überstiegen die Impfstoffnachfrage bei weitem.

## Spendernationen

### China
Die Regierung der Volksrepublik China hat im Oktober 2020 erklärt, dass sie der COVAX-Impfallianz beigetreten ist. Das Land verpasste die initiale Anmeldung im September 2020, trat dann aber der Organisation über einen Vertrag mit der GAVI bei. China hat GAVI von 2016 bis 2020 mit 5 Millionen US-Dollar unterstützt, um Impfungen für Entwicklungsländer zur Verfügung zu stellen. Im Juni 2020 wurde dieser Betrag für 2020 bis 2025 auf 20 Millionen Dollar erhöht. Der chinesische Premier Xi Jinping erklärte, dass COVID-19-Impfungen als „public good“ zu betrachten sind, um die Versorgung für arme Nationen zu gewährleisten. China teilte mit, der Organisation 10 Millionen der Sinopharm- und Sinovac-Impfstoffe zu spenden. Im Mai 2021 wurden beide Impfstoffe von der WHO bewilligt und stehen dem COVAX-Programm zur Verfügung. Im Juli 2021 erklärte China von Sinovac und Sinopharm bis Oktober 2021 insgesamt 110 Millionen Dosen der COVAX-Impfallianz zur Verfügung zu stellen.

### Deutschland
Nach Angaben des Auswärtigen Amts ist Deutschland COVAX über die Europäische Union (EU) beigetreten und engagiert sich mit 675 Millionen Euro im ACT-Accelerator, der auch Mechanismen für den weltweiten Zugang zu Medikamenten gegen COVID-19 und Diagnostik entwickelt. Deutschland wird sich zusätzlich mit einem substantiellen Beitrag zur Unterstützung von Entwicklungsländern beteiligen. Daneben hat Deutschland unter anderem 300 Millionen Euro für humanitäre Hilfe im COVID-19-Kontext bereitgestellt und setzt sich in allen internationalen Gremien für einen weltweit fairen, transparenten und bezahlbaren Zugang zu COVID-19-Impfstoffen, Medikamenten und diesbezüglicher Diagnostik ein.
Am 19. Februar 2021 kündigte die Bundesregierung an, COVAX mit weiteren 1,5 Milliarden Euro zu unterstützen. „Damit wird Deutschland den Angaben zufolge zum größten Geberland der Kampagne noch vor den USA und Großbritannien.“
Mit zunehmender Verfügbarkeit von Impfstoffen und nachlassender Impfbereitschaft der Bevölkerung wurden im Sommer 2021 insbesondere Impfdosen von AstraZeneca entbehrlich, die dann über COVAX an andere Länder abgegeben werden sollen. Am 9. August 2021 erklärte die Bundesregierung, das in einem ersten Schritt fast 1,3 Millionen Impfdosen an fünf Länder abgegeben werden. Dabei werden nur solche Impfdosen abgegeben, die aus Impfzentren stammen, womit die Einhaltung der Kühlkette gewährleistet ist.
Bis Mitte Juli 2022 hatte die Bundesrepublik Deutschland 123 Millionen Impfdosen gespendet, die an 45 Länder geliefert wurden.

### Europäische Union
Die EU leistete 500 Millionen Euro Anschubfinanzierung für COVAX und brachte ihre technische Expertise ein. Daneben haben EU-Mitgliedsstaaten ihre Zuwendungen aufgestockt, etwa Frankreich um 100 Millionen Euro, Spanien um 50 Millionen Euro und Finnland um 2 Millionen Euro. Im Februar 2021 wurde der Beitrag der Europäischen Union auf eine Milliarde verdoppelt.

### Indien
Das Land ist COVAX via GAVI beigetreten und spendete der Organisation für 2021-2025 15 Millionen USD. Indien ist ein COVAX Vaccine Geberland aber auch Impfstoffbezieher. Das Serum Institute of India ist der Hauptproduzent für die AstraZeneca COVID-19 Vaccine („Covishield“). „Covishield“ wurde seit Februar 2021 weltweit von Mumbai aus an internationale COVAX Partner versendet. Im März 2021 limitierte  Indien den Export für den AstraZeneca Impfstoff bis Ende 2021 aufgrund hohen Fallzahlen im eigenen Land.

### Vereinigte Staaten
Die Regierung der Vereinigten Staaten erklärte, dass sie sich nicht an COVAX beteiligen würde. Begründet wurde dies mit der führenden Beteiligung der Weltgesundheitsorganisation, die nach Ansicht der Trump-Administration einseitig Chinas Interessen vertritt. Nach den Präsidentschaftswahlen 2020 wollten die Vertreter von COVAX wegen eines Beitritts Kontakt mit dem President-elect Joe Biden aufnehmen. Im Februar 2021 erklärte US-Präsident Joe Biden, COVAX mittels des US-amerikanischen Haushalts mit zwei Milliarden US-Dollar zu unterstützen.
Im Juli 2021 teilte GAVI mit, dass die USA und das „African Vaccine Acquisition Task Team“ (AVATT) weitere Spenden von 25 Millionen Dosen des Johnson & Johnson Impfstoffes für 49 afrikanische Länder erwarten. AFreximbank schloss einen Kaufvertrag im Wert von US$2 Milliarden für den Bezug von weiteren 400 Millionen Dosen des Janssen Impfstoffes ab. Mit einem Angebot von total 620 Millionen Dosen für Afrika im Jahr 2021, finanziert die afrikanische Bank zusammen mit den USA die COVAX-Impfaktion mit dem Ziel, 60 % der Bevölkerung gegen COVID-19 zu immunisieren.